# Bieg na 100 metrów przez płotki

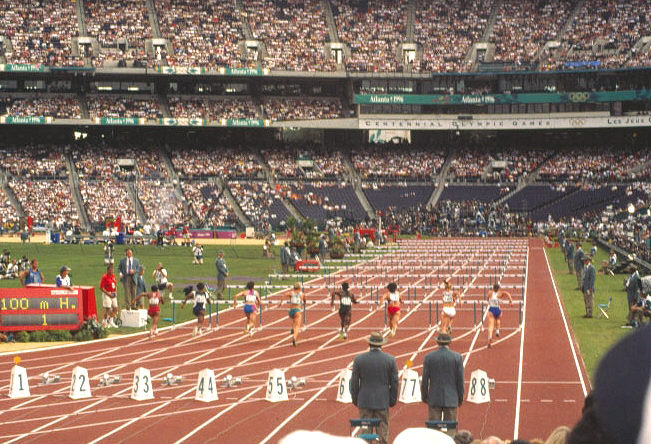
Zawodniczki zbliżają się do pierwszego płotka - Igrzyska Olimpijskie w Atlancie, 1996

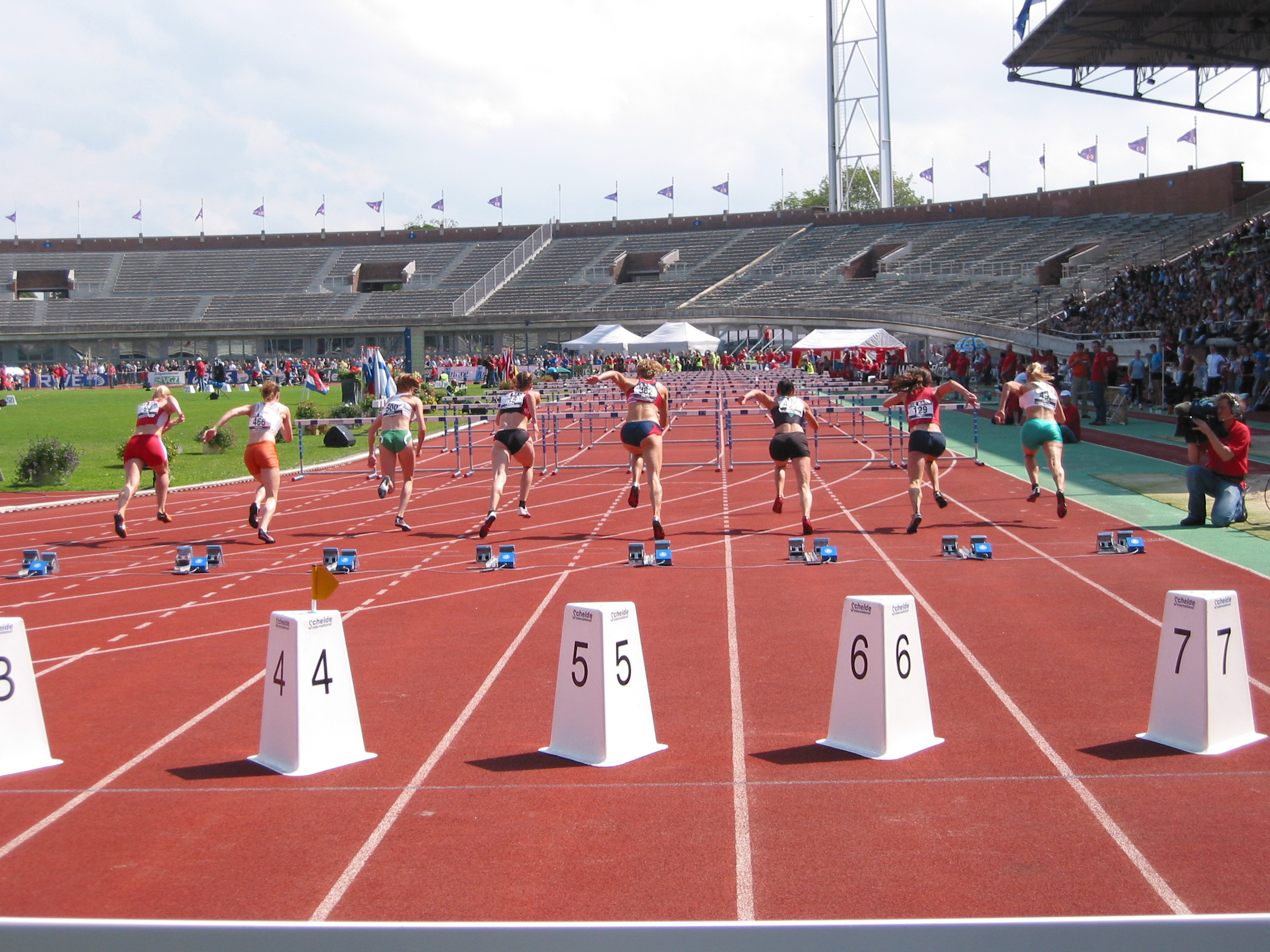
Start do biegu na 100 m przez płotki

Bieg na 100 metrów przez płotki – jedna z biegowych konkurencji lekkoatletycznych, najkrótszy dystans płotkarski dla kobiet na otwartym stadionie (mężczyźni biegają dystans 110 metrów). Zawodniczki muszą w jak najszybszym czasie pokonać dziesięć płotków o wysokości 84 cm rozstawionych na dystansie 100 m. Pierwszy płotek pokonują po 13 m od startu, kolejne są co 8,5 m, a od ostatniego płotka do mety dzieli je 10,5 m.
Konkurencja ta pojawiła się po raz pierwszy na igrzyskach olimpijskich w 1972. Wcześniej od 1932 kobiety biegały na dystansie 80 m.
Polki od początku należały do ścisłej czołówki światowej tej konkurencji. Ustanawiały rekordy świata (po trzy razy Teresa Sukniewicz i Grażyna Rabsztyn), wygrywały wiele międzynarodowych zawodów z mistrzostwami Europy (Lucyna Langer-Kałek w 1982 r.). Aż trudno uwierzyć, że plonem olimpijskich zmagań Polek na tym dystansie jest tylko jeden brązowy medal ostatniej z wymienionych zawodniczek, wywalczony podczas igrzysk w Moskwie (1980). 
Po zakończeniu kariery przez Lucynę Kałek nastąpiła w tej konkurencji w Polsce kilkunastoletnia posucha, przerwana pojawieniem się utalentowanej Aurelii Trywiańskiej, finalistki mistrzostw świata w 2003 r.

## Najlepsze zawodniczki wszech czasów
Poniższa tabela przedstawia listę najszybszych płotkarek w historii (stan na 16 sierpnia 2025).
- zobacz więcej na stronie World Athletics

## Medalistki
- medalistki igrzysk olimpijskich

## Polskie finalistki olimpijskie
- 3. Lucyna Langer 12,65 1980
- 5. Teresa Nowak 13,17 1972
- 5. Grażyna Rabsztyn 12,96 1976
- 5. Grażyna Rabsztyn 12,74 1980
- 6. Danuta Straszyńska 13,18 1972
- 8. Grażyna Rabsztyn 13,44 1972
- 8. Zofia Bielczyk 13,08 1980

## Polskie finalistki mistrzostw świata
- 5. Aurelia Trywiańska 12,75 2003

## Polki w dziesiątkach światowych tabel rocznych
- 1969 - 3-7. Teresa Sukniewicz, 13,3
- 1969 - 3-7. Teresa Nowak, 13,3
- 1970 - 1-2. Teresa Sukniewicz, 12,7
- 1970 - 7-11. Teresa Nowak, 13,1
- 1970 - 7-11. Elżbieta Żebrowska, 13,1
- 1971 - 3. Danuta Straszyńska, 12,8
- 1971 - 4-5. Teresa Nowak, 12,9
- 1971 - 6. Teresa Sukniewicz, 13,0
- 1971 - 9-10. Grażyna Rabsztyn, 13,2
- 1972 - 3. Teresa Sukniewicz, 12,84
- 1972 - 6. Danuta Straszyńska, 12,91
- 1972 - 7. Grażyna Rabsztyn, 12,95
- 1972 - 9. Teresa Nowak, 13,10
- 1973 - 2. Grażyna Rabsztyn, 12,92
- 1973 - 3. Teresa Nowak, 13,10
- 1973 - 10-18. Bożena Nowakowska, 13,2(,46)
- 1973 - 10-18. Teresa Sukniewicz, 13,2(,38)
- 1974 - 2. Teresa Nowak, 12,5
- 1974 - 9-15. Grażyna Rabsztyn, 13,1
- 1975 - 2. Grażyna Rabsztyn, 12,82
- 1975 - 3. Bożena Nowakowska, 12,91
- 1975 - 4-6. Teresa Nowak, 12,9
- 1976 - 1. Grażyna Rabsztyn, 12,69
- 1976 - 10. Bożena Nowakowska, 13,04
- 1977 - 1. Grażyna Rabsztyn, 12,70
- 1977 - 8. Bożena Nowakowska, 13,07
- 1977 - 10. Danuta Wołosz, 13,13
- 1978 - 1. Grażyna Rabsztyn, 12,48
- 1978 - 5. Danuta Perka, 12,74
- 1978 - 7. Lucyna Langer, 12,89
- 1978 - 9. Elżbieta Rabsztyn, 12,98
- 1979 - 1. Grażyna Rabsztyn, 12,48
- 1979 - 2. Lucyna Langer, 12,62
- 1979 - 3. Zofia Bielczyk, 12,63
- 1979 - 4. Danuta Perka, 12,65
- 1980 - 1. Grażyna Rabsztyn, 12,36
- 1980 - 3. Lucyna Langer, 12,44
- 1980 - 6. Zofia Bielczyk, 12,66
- 1980 - 8. Danuta Perka, 12,69
- 1980 - 10-11. Elżbieta Rabsztyn, 12,80
- 1981 - 3. Danuta Perka, 12,93
- 1981 - 5. Lucyna Langer, 12,97
- 1981 - 8. Elżbieta Rabsztyn, 13,10
- 1982 - 2. Lucyna Kałek, 12,45
- 1982 - 10. Grażyna Rabsztyn, 12,88
- 1983 - 5-6. Lucyna Langer, 12,73
- 1984 - 1. Lucyna Langer, 12,43
- 2024 - 9-11. Pia Skrzyszowska, 12,37

## Polki w rankinguTrack & Field News
- 1969: 5. Teresa Nowak
- 1969: 6. Teresa Sukniewicz
- 1970: 2. Teresa Sukniewicz
- 1970: 7. Teresa Nowak
- 1971: 3. Danuta Straszyńska
- 1971: 4. Teresa Sukniewicz
- 1971: 6. Teresa Nowak
- 1971: 8. Grażyna Rabsztyn
- 1972: 5. Danuta Straszyńska
- 1972: 6. Teresa Sukniewicz
- 1972: 7. Teresa Nowak
- 1972: 9. Grażyna Rabsztyn
- 1973: 2. Grażyna Rabsztyn
- 1973: 5. Teresa Nowak
- 1974: 2. Teresa Nowak
- 1974: 10. Grażyna Rabsztyn
- 1975: 1. Grażyna Rabsztyn
- 1975: 4. Teresa Nowak
- 1975: 5. Bożena Nowakowska
- 1976: 5. Grażyna Rabsztyn
- 1976: 9. Bożena Nowakowska
- 1977: 1. Grażyna Rabsztyn
- 1977: 8. Danuta Perka
- 1977: 9. Bożena Nowakowska
- 1978: 2. Grażyna Rabsztyn
- 1978: 6. Danuta Perka
- 1978: 7. Lucyna Langer
- 1978: 10. Elżbieta Rabsztyn
- 1979: 1. Grażyna Rabsztyn
- 1979: 3. Zofia Bielczyk
- 1979: 4. Lucyna Langer
- 1979: 5. Danuta Perka
- 1979: 10. Elżbieta Rabsztyn
- 1980: 2. Grażyna Rabsztyn
- 1980: 4. Lucyna Langer
- 1980: 8. Zofia Bielczyk
- 1981: 3. Lucyna Langer-Kałek
- 1981: 7. Danuta Perka
- 1981: 8. Elżbieta Rabsztyn
- 1982: 1. Lucyna Kałek
- 1983: 5. Lucyna Kałek
- 1984: 1. Lucyna Kałek
- 2003: 9. Aurelia Trywiańska